# Eremochelis cochiseae
Eremochelis cochiseae är en spindeldjursart som beskrevs av Muma 1989. Eremochelis cochiseae ingår i släktet Eremochelis och familjen Eremobatidae. Inga underarter finns listade i Catalogue of Life.